# پردیس سینمایی کاپری
پردیس سینمایی کاپری نام سینمایی در گرگان است که در اول فروردین سال ۱۳۴۶ با نمایش فیلم اشک‌ها و لبخندها (آوای موسیقی) در خیابان شالیکوبی (ولیعصر کنونی) گرگان و به مالکیت کمال تقدیسی و با ظرفیت ۹۰۰ نفر افتتاح شد.
این سینما یک بار در سال ۵۳ طعمه آتش‌سوزی غیرعمدی شد و چندی بعد دوباره فعالیتش را از سر گرفت. سینما کاپری بار دیگر در ۲ آبان سال ۵۷ توسط انقلابیون گرگان به آتش کشیده شد. بنای مخروبه سینما کاپری به مدت ۳۰ سال به همین حالت باقی ماند تا آنکه در سال ۸۷ محمد رضا نجفی، مالک جدید سینما، احداث مجتمع فرهنگی تجاری کاپری را در ۸ طبقه آغاز کرد. بخش تجاری مجتمع کاپری در سال ۱۳۹۱ گشایش یافت.
پردیس سینمایی کاپری در ۲ آبان ۱۳۹۲ در سالروز آتش‌سوزی، فعالیت دوباره را آغاز کرد. آیین بهره‌برداری این مجموعه با اکران فیلم گناهکاران و با حضور فرامرز قریبیان، کارگردان فیلم گناهکاران و سام قریبیان، نویسنده فیلم برگزار شد. همچنین هوشنگ گلمکانی، دبیر وقت تحریریه مجله فیلم مهمان این مراسم بود.
مراسم افتتاح رسمی پردیس سینمایی کاپری نیز ۱۹ دی ماه ۱۳۹۲ با حضور علی نصیریان، بازیگر سینما و تلویزیون، حجت‌الله ایوبی، رئیس وقت سازمان امور سینمایی وزارت فرهنگ و ارشاد اسلامی، مجید مسچی، مدیرعامل وقت مؤسسه سینماشهر و جمعی از هنرمندان و فعالان فرهنگی و هنری گرگان برگزار شد.
پروانه فعالیت این پردیس سینمایی در تاریخ ۲۹ مهر ۱۳۹۲ از سوی اداره کل فرهنگ و ارشاد اسلامی گلستان صادر شده است. نخستین مدیر پردیس کاپری محمد مهدی صفایی فعال فرهنگی و اجتماعی و روزنامه نگار بود که تا پایان فروردین 1397 این مسئولیت را بر عهده داشت. دومین مدیر کاپری سید حسین امیرلطیفی بود و سومین مدیر این مجموعه سیدمحمد حسینی است.
پردیس کاپری دارای ۲ سالن سینما، مجموعاً به ظرفیت ۴۲۱ نفر، در طبقه چهارم مجتمع کاپری، دارای پارکینگ، نگارخانه، بوفه سرد و گرم و غرفه محصولات فرهنگی است و این مجوعه علاوه بر فعالیت سینمایی بعضا به به تهیه‌کنندگی برنامه‌های فرهنگی و هنری در استان گلستان می‌پردازد.